# Domenico Marino
Domenico Marino (Napoli, 14 ottobre 1977) è un carabiniere italiano, insignito di Medaglia d'oro al valor civile per i fatti del 25 aprile 2011 che lo videro protagonista insieme al collega appuntato scelto Antonio Santarelli.

## Ruolo nell'Arma
Domenico Marino è stato in forza al nucleo radiomobile della compagnia di Pitigliano fino al 2011.
Dopo una lunga convalescenza ha ripreso servizio nell'Arma dei Carabinieri, ma la perdita dell'occhio ha comportato l'inidoneità al servizio nel nucleo radiomobile.

## I fatti del 25 aprile 2011
Il 25 aprile 2011 nella provincia di Grosseto, presso Pitigliano, l'appuntato Domenico Marino e l'appuntato scelto Antonio Santarelli effettuavano un posto di blocco per i controlli alle automobili in transito, anche a causa della presenza di un rave party nella zona la notte precedente. Fermata un'automobile occupata da tre ragazzi e una ragazza, procedevano all'alcol test per il guidatore, trovandolo positivo. Durante la stesura del verbale i carabinieri venivano aggrediti dai quattro giovani che utilizzando un grosso palo di legno di una recinzione provocavano gravi ferite ai due. Dopo una colluttazione i carabinieri rimanevano incoscienti sul ciglio della strada, mentre i quattro ragazzi risalivano in auto e si davano alla fuga.
Successivamente alcune auto di passaggio si fermavano per aiutare i due feriti e per chiamare i soccorsi. Nel frattempo l'automobile dei quattro assalitori veniva intercettata da un'altra pattuglia dell'Arma che, dopo un breve inseguimento, li bloccava sparando alle gomme dell'automobile. Tre dei quattro giovani all'epoca erano minorenni, il maggiorenne alla guida invece aveva piccoli precedenti penali.
Domenico Marino dopo l'aggressione perse l'occhio destro, ma si ristabilì e rientrò in servizio.
Antonio Santarelli da quel giorno rimase in coma e morì l'11 maggio 2012.
Il 30 aprile 2015 la Corte di cassazione ha condannato Matteo Gorelli, di Cerreto Guidi, all'epoca dei fatti diciannovenne, a venti anni di reclusione quale responsabile dell'aggressione, confermando la sentenza d'appello, a fronte dell'ergastolo del primo grado di giudizio. Ancora in corso i procedimenti penali sulle eventuali corresponsabilità a carico degli altri tre minorenni presenti ai fatti: due diciassettenni (all'epoca), rispettivamente di Mercatale di Vinci e di Limite, e una ragazza di sedici anni di Lastra a Signa.